# فرانکلین الین
فرانکلین اُلین (انگلیسی: Franklin W. Olin; ۹ ژانویهٔ ۱۸۶۰ – ۲۱ مهٔ ۱۹۵۱) کارآفرین و نیکوکار اهل ایالات متحده آمریکا بود، که در سال ۱۸۹۲ شرکت اولین کورپوریشن را تأسیس کرد.